# Brothers Old Boys
Dernière mise à jour : 26 mai 2010.
 Brothers Old Boys Rugby Union Club  ou  Brothers Old Boys ou encore  Brothers est un club de rugby à XV australien, situé à Brisbane. C’est l’un des plus célèbres clubs du Queensland. Ses joueurs sont susceptibles d’être sélectionnés pour les Queensland Reds (Super 14) et pour Brisbane City (National Rugby Championship).

## Histoire
Le Brothers Old Boys Rugby Union Club fut fondé en 1905 par d’anciens élèves (old boys) de deux lycées, St Joseph's College Gregory Terrace et Nudgee College, qui souhaitaient maintenir des liens après leurs années d’école, dans un faubourg de Brisbane nommé Albion. Il fut décidé que l’on jouerait en maillots cerclés bleu et blanc, qui étaient les couleurs des deux écoles. En 1905, les cercles étaient de taille égale, mais le fournisseur écossais envoya alors des maillots nantis de cercles de tailles différentes, qui ont été adoptées puis conservées depuis.
Dès 1907, Brothers remporte le championnat du Queensland (Brisbane Premier Rugby), en battant Valleys 18 - 8. Un « premier âge d’or » s’ouvre alors, avec des titres en 1911, 1912, 1913, 1915 et 1919. En 1914, le club aligna même deux équipes en championnat. Après la Première Guerre mondiale, le rugby à XV, dépassé par le XIII, fut mis en sommeil dans le Queensland (voir l’article sur la Fédération australienne de rugby à XV pour les détails).
Le rugby à XV finit par redémarrer en 1929, mais Brothers dut attendre 1945 pour rejouer une finale (perdue contre le grand rival de University) et 1946 pour goûter à nouveau au succès. Quatre autres titres suivirent en 1949, 1950, 1951 et 1953 dans ce qui est considéré comme le « deuxième âge d’or » du club.
Brothers fut le premier club de Brisbane à posséder son propre terrain, Crosby Park, à Albion dès 1951. Sans dominer outrageusement la compétition, le club continue à remporter le titre du Queensland régulièrement, en 1959 puis trois fois en six ans (1966, 1968, 1971). Le « troisième âge d’or » du club s’ouvre. Trois titres en cinq ans (1974, 1975, 1978), puis cinq consécutifs entre 1980 et 1984 (exploit jusqu’ici inégalé), soit 10 championnats en 14 ans (1971-1984). Parallèlement, Brothers gagne à trois reprises le titre de champion d’Australie face au champion de Nouvelle-Galles-du-Sud (1974, 1984, 1985). Après un dernier titre du Queensland en 1987 et une finale perdue en 1990, Brothers retombe quelque peu dans l’anonymat. Une nouvelle finale perdue en 2006 annonce peut-être le retour de Brothers au sommet du rugby queenslandais.

## Joueurs internationaux
Brothers a fourni plus de 70 internationaux à l’équipe nationale australienne. Parmi eux six capitaines, dont Paul McLean, Tony Shaw et John Eales, capitaine des champions du monde 1999. Plus récemment, Elton Flatley a perpétué la tradition. Plus de 170 joueurs de Brothers ont été sélectionnés pour l’équipe du Queensland.

## Palmarès
- Champion du Queensland (Brisbane Premiership jusqu’en 1974, puis Queensland Premier Rugby) (25) : 1907, 1911, 1912, 1913, 1915, 1919, 1946, 1949, 1950, 1951, 1953, 1959, 1966, 1968, 1971, 1974, 1975, 1978, 1980, 1981, 1982, 1983, 1984, 1987, 2009.
- Australian Club Championship (3) : 1974, 1984, 1985

## Joueurs célèbres
- John Connolly
- David Croft
- John Eales
- Elton Flatley
- Sean Hardman
- Paul McLean
- Tony Shaw